# Wiktoryn Budziszewski
Wiktoryn Budziszewski (ur. 1859, zm. 1940) – polski prezbiter katolicki, działacz społeczny. 
W 1890 roku pełnił funkcje wikariusza w jednym z radomskich kościołów. W 1900 roku był proboszczem w parafii Skarżysko Kościelne. Jako proboszcz pracował też w parafii Odrowąż, gdzie w 1906 r. rozebrał zniszczoną kaplice świętej Rozalii i wybudował nową.
Od roku 1907 do śmierci w 1940 r. pełnił funkcje proboszcza w Parafii Głowaczów. Jako proboszcz w 1908 roku wybudował murowaną plebanię z salą ludową i przygotował plany powiększenia kościoła. W Głowaczowie w 1910 roku został inicjatorem, i jednym z założycieli lokalanego Banku Spółdzielczego, którego został również pierwszym prezesem. W 1911 roku wybudował ogrodzenie cmentarza parafialnego. Zaangażowany był również w rozwój i oficjalne założenie wówczas pierwszej w okolicy Ochotniczej Straży Pożarnej w Głowaczowie, działającej nieformalnie od 1896 roku. Był też jednym z dwóch fundatorów pierwszego sztandaru Straży. Na cmentarzu parafialnym w Głowaczowie znajduje się jego grób.